# 이마트 타운
이마트 타운(영어: emart town)은 (주)신세계가 2015년에 설립한 대한민국 최초 대형 복합적인 마트몰이다.

## 역사
이마트 타운은 2015년 6월 14일 경기도 고양시 일산서구 킨텍스로 171(대화동)에 첫 점포(킨텍스점)를 개점하였다. 또한, 이마트 타운은 2020년 5월 28일, 기존 이마트 월계점을 이마트 타운 월계점으로 리뉴얼 하여 개장하였다.
| 지역       | 점포 수 (2개점) | 점포명                                 |
| ---------- | --------------- | -------------------------------------- |
| 서울특별시 | 1개             | 월계점(노원구 마들로3길 15)            |
| 경기도     | 1개             | 킨텍스점(고양시 일산서구 킨텍스로 171) |